# Pinus serotina
Pinus serotina és una espècie de conífera de la família Pinaceae nadiua de l'est dels Estats Units.

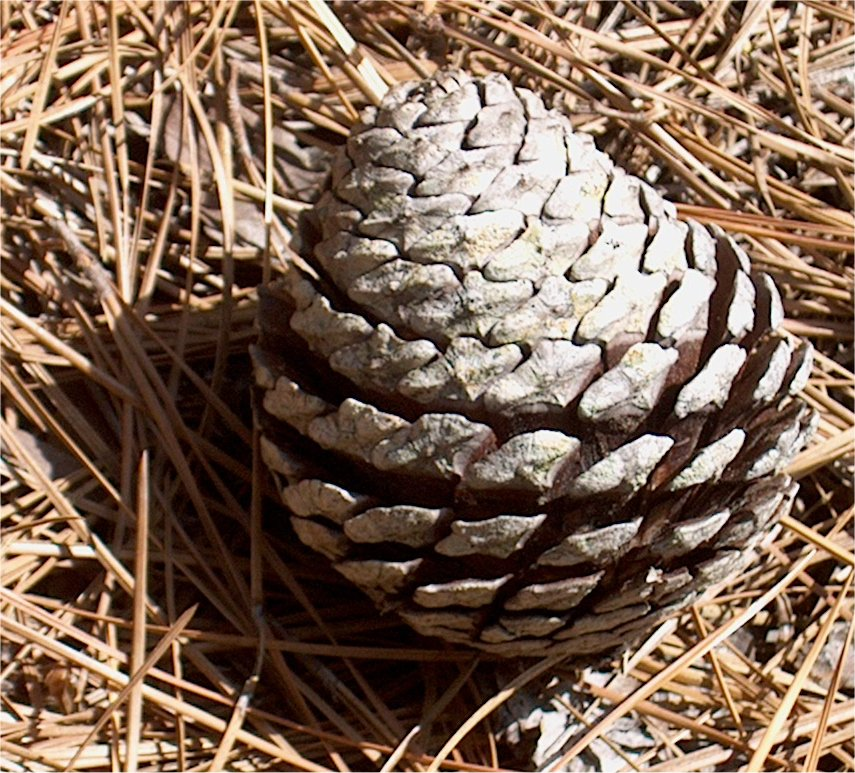
Pinyes que són més petites que les del Pinus taeda.

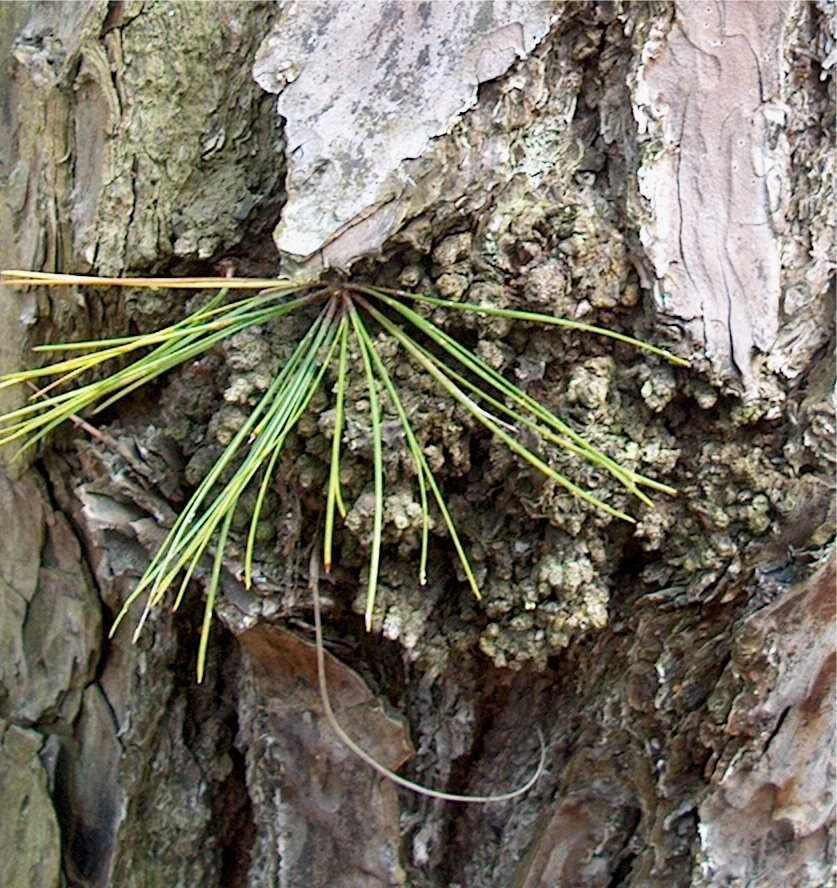
A diferència dels Pinus taeda, Pinus serotina té la capacitat de fer créixer acícules directament des del tronc.

## Distribució i hàbitat
Es troba a la plana costanera atlàntica de l'est dels Estats Units, des del sud de Nova Jersey al sud de la Florida i a l'oest fins al sud d'Alabama. Es troba en hàbitats humits.
En l'extrem nord de la seva zona de distribució s'hibrida amb Pinus rigida.

## Etimologia
L'epítet específic llatí serotina significa "tardana" en referència al retard en obrir les seves pinyes.

## Sinònims
- Pinus alopecuroides Gordon
- Pinus rigida subsp. serotina (Michx.) Engelm.
- Pinus rigida var. serotina (Michx.) Loudon ex Hoopes
- Pinus rigida var. serotina (Michx.) Mill.
- Pinus rigida subsp. serotina (Michx.) R.T. Clausen[3]